# Rockchip RK3288
De Rockchip RK3288 is een SoC met ARM-architectuur die door de Chinese fabrikant Rockchip is ontworpen voor de toepassing in mobiele apparatuur die op Chrome OS, Android of een vergelijkbaar, lichtgewicht besturingssysteem draait.
In augustus 2014 was de RK3288 de eerste SoC die gebruikmaakte van een quad-core CPU met vier ARM Cortex-A17-processoren. De SoC bevat naast deze multikernprocessor een NEON-coprocessor en hardware voor het versneld verwerken van 3D-computergraphics. De RK3288 wordt toegepast in een aantal Chromebooks en andere low-power-, low-performanceapparaten, zoals smartphones, Chromebox-netboxes, Chromebit-stick-pc en andere singleboardcomputers waarop een Linuxkernel draait.

## Specificaties
- 28-nm-HKMG-processoren opgebouwd uit MOSFET's met hoge diëlektrische constanten
- Quad-core ARM Cortex-A17, tot 1,8 GHz
- Quad-core ARM Mali-T760 MP4 GPU met een klokfrequentie van 600 MHz en coprocessoren voor OpenGL ES 1.1/2.0/3.0/3.1, OpenCL 1.1, Renderscript and Direct3D 11.1[1]
- 2D-processor met hoge prestaties
- 1080p-videocodering voor H.264 en VP8, MVC
- 4K H.264 en 10bits H.265 video decode, 1080p multi video decode
- Ondersteunt 4Kx2K H.265-resolutie
- Dual-channel 64-bit DRAM controller die DDR3, DDR3L, LPDDR2 en LPDDR3 ondersteunt
- Tot 3840×2160-beeldschermuitgang, HDMI 2.0
- Ondersteunt dual-channel LVDS/dual-channel MIPI-DSI/eDP1.1
- HW-beveiligingssysteem, ondersteuning voor HDCP 2.X
- Embedded 13M ISP en MIPI-CSI2 interface

## Op RK3288 gebaseerde computers
De RK3288-C SoC wordt toegepast in het Veyron-moederbord van meerdere Chromebooks en vormt de basis voor de volgende apparaten:
- GPD XD (draagbare spelcomputer)[3]
- Hisense Chromebook 11
- Haier Chromebook 11 (en edu-variant)
- ASUS C201 Chromebook
- ASUS Chromebook Flip C100
- ASUS Chromebit (stick-pc)
- ASUS Tinker Board
- EM3288 (een singleboardcomputer op basis van de Rockchip RK3288)[4]
- Radxa Rock 2 (systeem op module op basis van de RK3288 SoC)[5]
- Lenovo mini-station (gameconsole)
- Rikomagik MK902II (Android), MK902II LE (GNU/Linux) (netboxes)
- Rikomagik MK802 V5 (Android), MK802 V5 LE (GNU/Linux) (stick-pc)
- Mqmaker - MiQi SBC (GNU/Linux, Android)[6][7]